# 傑米亞尼夫卡 (克拉斯尼奧克尼區)
47°34′34″N 29°33′47″E / 47.57611°N 29.56306°E
德姆亞尼夫卡（烏克蘭語：Дем'янівка）是位於烏克蘭西南部的村莊，由敖德萨州波季利斯克区的奧克尼市鎮負責管轄。該村始建於1840年，面積0.37平方公里，海拔高度226米，2001年人口78，人口密度每平方公里210.81